# توبي كاشليك
توبي كاشليك (بالإنجليزية: Taubie Kushlick)‏، كانت مُمثلة ومُنتجة جنوب أفريقية. لُقبة توبي بلقب «سيدة المسرح».

## روابط خارجية
توبي كاشليك على موقع IMDb (الإنجليزية)